# Estadimetria
L' estadimetría  és un mètode aproximat de mesurament d'una distància usant instruments topogràfics òptics com el teodolit o el equialtímetre (comunament anomenat nivell òptic) i en altres temps, planxeta, etc.
Per mesurar estadimétricamente, aquests instruments tenen en el seu reticle, a més dels dos fils principals l'horitzontal i el vertical per a la bisecció, dos fils secundaris anomenats estadimètrics situats sobre el fil vertical.

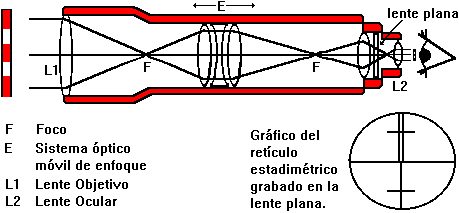
Sistema òptic i reticle d'un instrument topogràfic.

Amb l'ajuda d'una fita es llegeixen en forma aproximada la quantitat de franges de 25cm que hi ha entre aquests dos fils estadimètrics. Aquesta lectura, multiplicada per 100 (constant estadimétrica) dona la distància aproximada al punt marcat amb la fita.
En forma anàloga, amb ajuda d'una mira d'anivellament, es llegeixen tots dos fils estadimètrics, es calcula la diferència entre ambdues lectures i la multiplica per 100, obtenint novament la distància aproximada al punt on es troba la mira.
 Mètode estadimètric: 
És un mètode molt simple i era àmpliament usat, abans de l'aparició dels mitjans electrònics com les estacions totals, electro-distanciómetros i el GPS, si bé la seva precisió no arribava a la requerida per a un aixecament cadastral, era usat normalment en treballs topogràfics, això vol dir que si bé no podia ser usat durant la fitació d'un lot o poma, o per replantejar els fonaments d'un edifici, sí que era usat amb tota confiança per efectuar el relleu d'un lot o una superfície que havia de ser representada en un pla, o per a mesurar una distància en un lloc on els obstacles feien impossible la utilització d'una cinta.
Es basa en la relació d'igualtat existent entre el focus del sistema òptic de l'aparell utilitzat (teodolit o nivell) (F) i la distància entre els fils estadimètrics del reticle (H), per una banda i la distància entre el centre del sistema òptic amb la mira (D) i el tros de mira comprès entre les lectures dels fils superior i inferior (L).

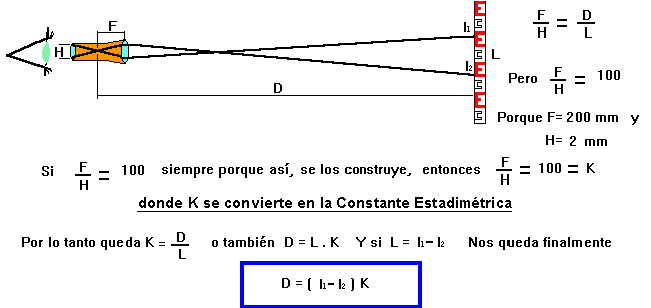
Mètode estadimètric.

En definitiva la distància obtinguda és igual a  la lectura més gran ,
 Menys la lectura menor, multiplicat per cent. 